# N517 (België)
De N517 is een gewestweg in België in de buurt van Templeuve. De weg begint ergens midden op de Rue Rumez en eindigt bij de kruising met de Rue de Trieu du Pape en heeft een lengte van ongeveer 2,5 kilometer. Onderweg kruist de weg de A17 E403. Op vele kaarten loopt de N517 door naar de N50 enerzijds en de N509 of N510 anderzijds. Volgens de bebording langs de weg is dit niet zo.
De weg bestaat deels uit 2x2 rijstroken en deels heeft de weg twee rijstroken in beide rijrichtingen samen.